# Elisabeth Hugon
Elisabeth Hugon (ur. 16 maja 1954, Marsylia) – francuska brydżystka, World Life Master w kategorii Kobiet (WBF), European Master (EBL).

## Wyniki brydżowe

### Olimpiady
Na olimpiadach uzyskała następujące rezultaty:
| Olimpiady brydżowe. Zawody teamów | Olimpiady brydżowe. Zawody teamów | Olimpiady brydżowe. Zawody teamów | Olimpiady brydżowe. Zawody teamów | Olimpiady brydżowe. Zawody teamów | Olimpiady brydżowe. Zawody teamów |
| Rok                               | Miejsce                           | Zawody                            | Kategoria                         | Drużyna                           | Pozycja                           |
| --------------------------------- | --------------------------------- | --------------------------------- | --------------------------------- | --------------------------------- | --------------------------------- |
| 2012                              | Lille                             | 2 Olimpiada Sportów Umysłowych    | Kobiety                           | France                            | 4                                 |
| 2008                              | Pekin                             | 1. Olimpiada Sportów Umysłowych   | Kobiety                           | France                            | 5                                 |
| 2000                              | Maastricht                        | 11 Olimpiada Brydżowa             | Kobiety                           | France                            | 9                                 |

### Zawody światowe
W światowych zawodach zdobyła następujące lokaty:
| Mistrzostwa Świata. Konkurencja teamów | Mistrzostwa Świata. Konkurencja teamów | Mistrzostwa Świata. Konkurencja teamów                | Mistrzostwa Świata. Konkurencja teamów | Mistrzostwa Świata. Konkurencja teamów | Mistrzostwa Świata. Konkurencja teamów |
| Rok                                    | Miejsce                                | Zawody                                                | Kategoria                              | Drużyna                                | Pozycja                                |
| -------------------------------------- | -------------------------------------- | ----------------------------------------------------- | -------------------------------------- | -------------------------------------- | -------------------------------------- |
| 2009                                   | São Paulo                              | 39 Mistrzostwa Świata Teamów                          | Kobiety                                | France                                 | 3                                      |
| 2008                                   | Pekin                                  | 1. Olimpiada Sportów Umysłowych                       | Miksty                                 | Hugon                                  | 5                                      |
| 2006                                   | Werona                                 | 12 Mistrzostwa Świata                                 | Kobiety                                | Bessis                                 | 9                                      |
| 2004                                   | Stambuł                                | 3. Transnarodowe Mistrzostwa Świata Teamów Mikstowych | Miksty                                 | Zimmerman                              | 12                                     |
| 2003                                   | Monte Carlo                            | 36. Mistrzostwa Świata Teamów                         | Trans                                  | Hugon                                  | 54                                     |
| 2002                                   | Montreal                               | 11 Mistrzostwa Świata                                 | Kobiety                                | Faivre                                 | 25                                     |
| 2001                                   | Paryż                                  | 35 Mistrzostwa Świata Teamów                          | Kobiety                                | France                                 | 2                                      |
| 2000                                   | Maastricht                             | 11. Olimpiada Brydżowa                                | Miksty                                 | Harasimowicz                           | 24                                     |
| 1998                                   | Lille                                  | 10 Mistrzostwa Świata                                 | Kobiety                                | Varenne                                | 17                                     |

| Mistrzostwa Świata. Konkurencja par | Mistrzostwa Świata. Konkurencja par | Mistrzostwa Świata. Konkurencja par | Mistrzostwa Świata. Konkurencja par | Mistrzostwa Świata. Konkurencja par | Mistrzostwa Świata. Konkurencja par |
| Rok                                 | Miejsce                             | Zawody                              | Kategoria                           | Partner                             | Pozycja                             |
| ----------------------------------- | ----------------------------------- | ----------------------------------- | ----------------------------------- | ----------------------------------- | ----------------------------------- |
| 2006                                | Werona                              | 12 Mistrzostwa Świata               | Kobiety                             | Minnie Tananbaum                    | 61                                  |
| 2006                                | Werona                              | 12. Mistrzostwa Świata              | Miksty                              | Jean-Jacques Palau                  | 135                                 |
| 2002                                | Montreal                            | 11 Mistrzostwa Świata               | Miksty                              | Jean-Jacques Palau                  | 2                                   |
| 2002                                | Montreal                            | 11. Mistrzostwa Świata              | Kobiety                             | Miriam Varenne                      | 43                                  |

### Zawody europejskie
W europejskich zawodach zdobyła następujące lokaty:
| Zawody europejskie. Konkurencja teamów | Zawody europejskie. Konkurencja teamów | Zawody europejskie. Konkurencja teamów | Zawody europejskie. Konkurencja teamów | Zawody europejskie. Konkurencja teamów | Zawody europejskie. Konkurencja teamów |
| Rok                                    | Miejsce                                | Zawody                                 | Kategoria                              | Drużyna                                | Pozycja                                |
| -------------------------------------- | -------------------------------------- | -------------------------------------- | -------------------------------------- | -------------------------------------- | -------------------------------------- |
| 2014                                   | Abacja                                 | 52. Mistrzostwa Europy Teamów          | Kobiety                                | France                                 | 3                                      |
| 2013                                   | Ostenda                                | 6. Otwarte Mistrzostwa Europy          | Kobiety                                | Peccoud                                | 20                                     |
| 2009                                   | San Remo                               | 4 Otwarte Mistrzostwa Europy           | Miksty                                 | Alain Levy                             | 55                                     |
| 2005                                   | Teneryfa                               | 2 Otwarte Mistrzostwa Europy           | Miksty                                 | Zimmermann                             | 53                                     |
| 2005                                   | Teneryfa                               | 2. Otwarte Mistrzostwa Europy          | Kobiety                                | Tananbaum                              | 15                                     |
| 2003                                   | Mentona                                | 1. Otwarte Mistrzostwa Europy          | Open                                   | Solari                                 | 84                                     |
| 2002                                   | Ostenda                                | 7 Mistrzostwa Europy Mikstów           | Miksty                                 | Kaplan                                 | 64                                     |
| 2001                                   | Teneryfa                               | 45. Mistrzostwa Europy Teamów          | Kobiety                                | France                                 | 6                                      |
| 1997                                   | Montecatini                            | 43 Mistrzostwa Europy Teamów           | Kobiety                                | Monaco                                 | 20                                     |
| 1994                                   | Barcelona                              | 3 Mistrzostwa Europy Mikstów           | Miksty                                 | Kaplan                                 | 25                                     |
| 1992                                   | Ostenda                                | 2 Mistrzostwa Europy Mikstów           | Miksty                                 | Beauvillain                            | 20                                     |
| 1991                                   | Killarney                              | 40 Mistrzostwa Europy Teamów           | Kobiety                                | France                                 | 6                                      |
| 1990                                   | Bordeaux                               | 1 Mistrzostwa Europy Mikstów           | Miksty                                 | Cohen                                  | 16                                     |

| Zawody europejskie. Konkurencja par | Zawody europejskie. Konkurencja par | Zawody europejskie. Konkurencja par | Zawody europejskie. Konkurencja par | Zawody europejskie. Konkurencja par | Zawody europejskie. Konkurencja par |
| Rok                                 | Miejsce                             | Zawody                              | Kategoria                           | Partner                             | Pozycja                             |
| ----------------------------------- | ----------------------------------- | ----------------------------------- | ----------------------------------- | ----------------------------------- | ----------------------------------- |
| 2013                                | Ostenda                             | 6. Otwarte Mistrzostwa Europy       | Kobiety                             | Sophie Dauvergne                    | 27                                  |
| 2013                                | Ostenda                             | 6. Otwarte Mistrzostwa Europy       | Open                                | Sophie Dauvergne                    | 127                                 |
| 2009                                | San Remo                            | 4 Otwarte Mistrzostwa Europy        | Kobiety                             | Véronique Bessis                    | 3                                   |
| 2005                                | Teneryfa                            | 2. Otwarte Mistrzostwa Europy       | Kobiety                             | Martine Rossard                     | 20                                  |
| 2003                                | Mentona                             | 1. Otwarte Mistrzostwa Europy       | Mikst                               | Jean-Jacques Palau                  | 4                                   |
| 2002                                | Ostenda                             | 7 Mistrzostwa Europy Mikstów        | Mikst                               | Lewis Kaplan                        | 289                                 |
| 2001                                | Teneryfa                            | 45 Mistrzostwa Europy Teamów        | Kobiety                             | Miriam Varenne                      | 27                                  |
| 2000                                | Bellaria                            | 6. Mistrzostwa Europy Mikstów       | Mikst                               | Jean-Jacques Palau                  | 60                                  |
| 1999                                | Malta                               | 44 Mistrzostwa Europy Teamów        | Kobiety                             | Miriam Varenne                      | 26                                  |
| 1996                                | Monte Carlo                         | 4 Mistrzostwa Europy Mikstów        | Mikst                               | Lewis Kaplan                        | 72                                  |
| 1994                                | Barcelona                           | 3 Mistrzostwa Europy Mikstów        | Miksty                              | Lewis Kaplan                        | 191                                 |
| 1993                                | Mentona                             | 4. Mistrzostwa Europy Kobiet        | Kobiety                             | Jeanine Moers                       | 78                                  |
| 1992                                | Ostenda                             | 2 Mistrzostwa Europy Mikstów        | Mikst                               | Lewis Kaplan                        | 139                                 |
| 1991                                | Killarney                           | 1 Mistrzostwa Europy Mikstów        | Kobiety                             | Danièle Gaviard                     | 42                                  |
| 1990                                | Bordeaux                            | 1 Mistrzostwa Europy Mikstów        | Mikst                               | Gerard Desrousseaux                 | 109                                 |
| 1989                                | Turku                               | 39 Mistrzostwa Europy Teamów        | Kobiety                             | Nadine Cohen                        | 33                                  |
| 1987                                | Brighton                            | 4 Mistrzostwa Europy Par            | Kobiety                             | Mari-France Renoux                  | 3                                   |

## Klasyfikacja
- Elisabeth Hugon – klasyfikacja WBF (ang.)
- Elisabeth Hugon – klasyfikacja EBL (ang.)